# Public Enemy
I Public Enemy (conosciuti anche semplicemente come PE) sono un gruppo hip hop statunitense noto per i temi politici nei loro testi, per la forte critica verso i mass media e per l'attenzione alla comunità afroamericana.
Hanno avuto un forte impatto culturale e mediatico sugli altri gruppi hip hop, facendosi promotori dei cantanti degli anni a seguire e ponendo le basi di generi musicali derivati quali l'hardcore hip hop e il political hip hop. Sono considerati uno dei più importanti e influenti gruppi della storia della musica hip hop.
Sono stati inseriti al 44º posto della lista dei 100 migliori artisti secondo Rolling Stone, e nel 2013 sono stati introdotti nella Rock and Roll Hall of Fame.

## Storia del gruppo

### Origini
Il gruppo si forma intorno a Carlton Ridenhour, che tra la fine degli anni settanta e l'inizio degli ottanta studiava grafica presso la Adelphi University e contemporaneamente lavorava come DJ nell'emittente radiofonica WBAU.
Il primo brano è Public Enemy No. 1, registrato da Ridenhour, che si farà chiamare Chuckie D (divenuto poi Chuck D, dove la D sta per dangerous, pericoloso).

### La Def Jam eYo! Bum Rush the Show
Grazie al produttore della Def Jam Records Rick Rubin, Chuck D forma un gruppo con DJ Terminator X, Professor Griff (coreografo dei breakers Security of the First World), e William Drayton, il secondo rapper, che adotta lo pseudonimo di Flavor Flav.
Nel 1987 viene pubblicato Yo! Bum Rush the Show, album con basi strumentali semplici e scandite.

### Il 1988 e la piccola rivoluzione

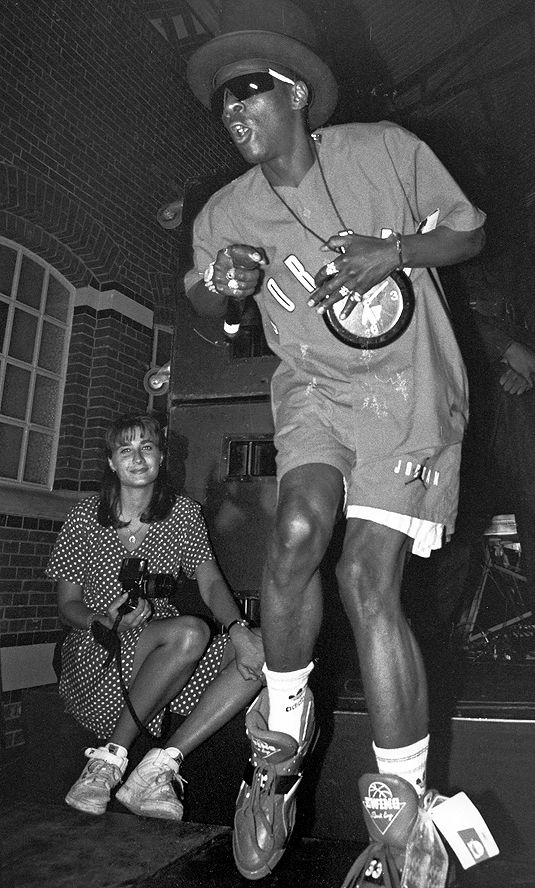
Flavor Flav (1991)

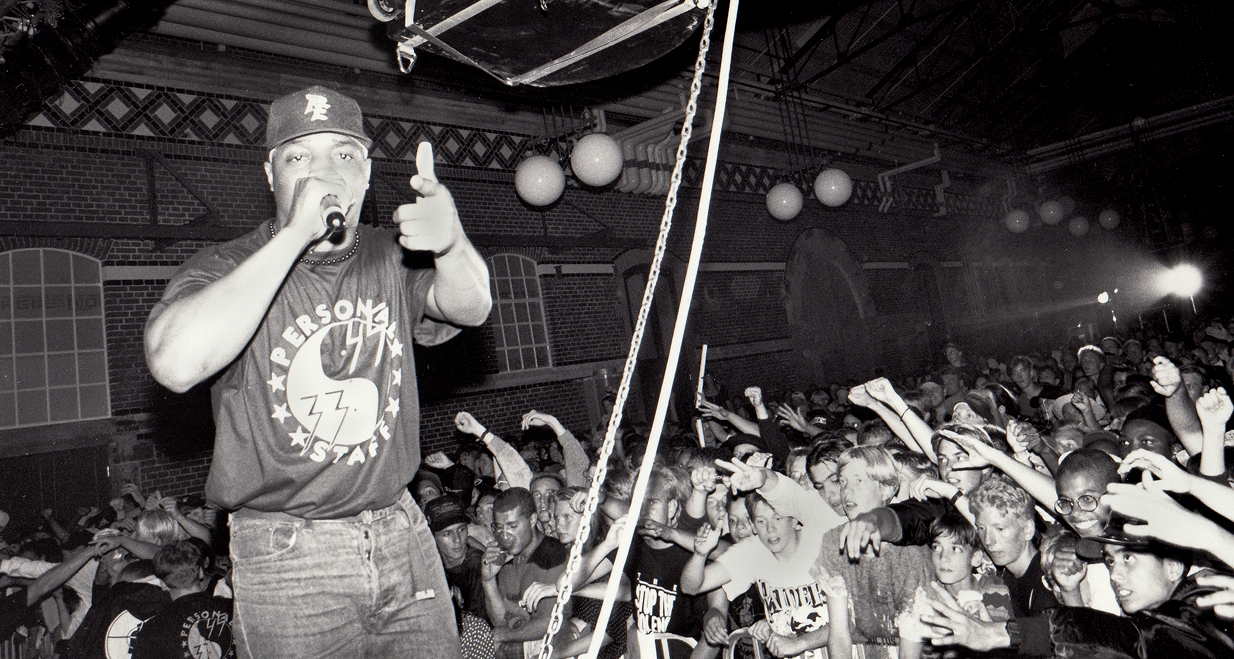
Chuck D in un concerto del 1991

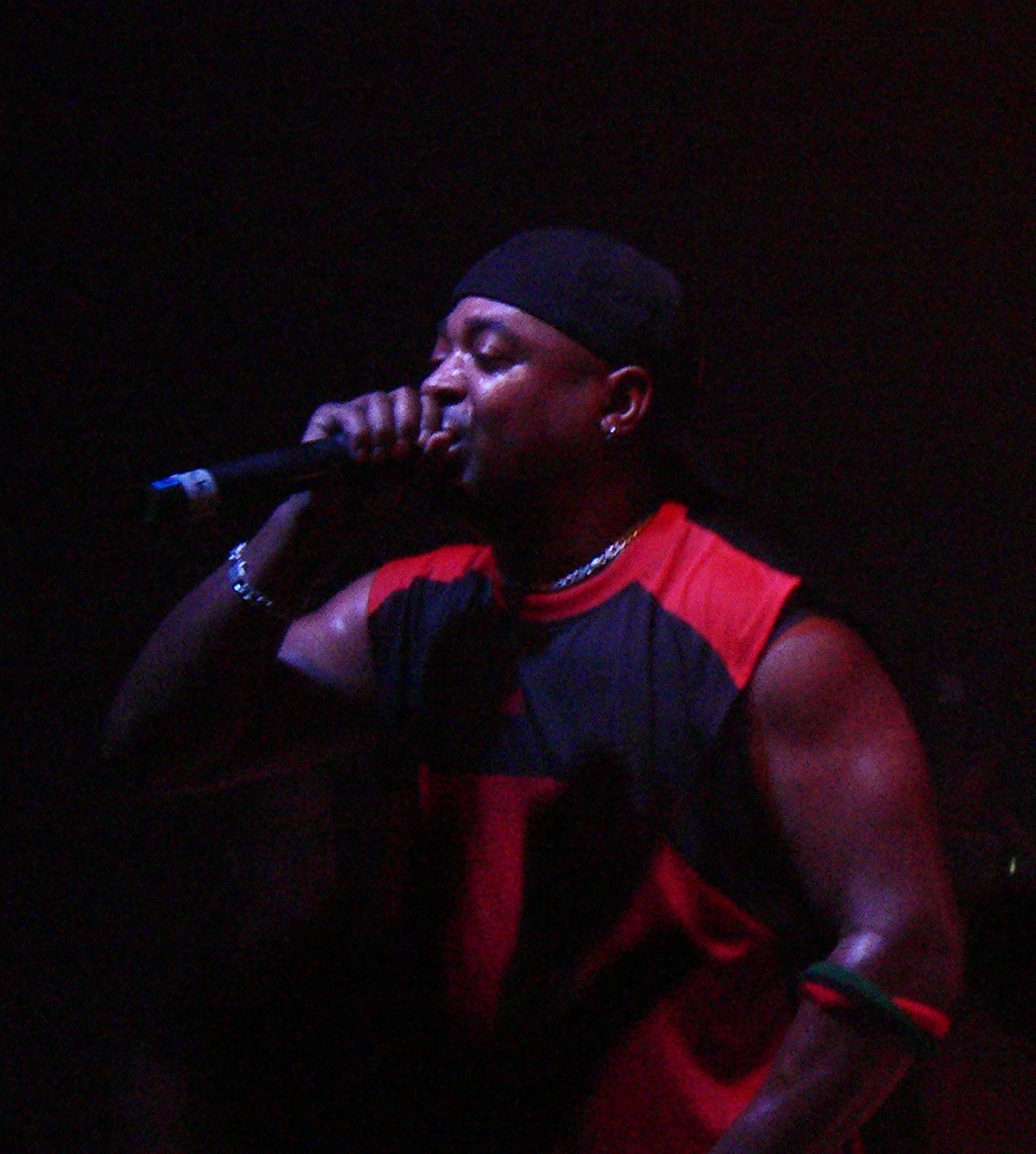
Chuck D, Zagabria, 2006

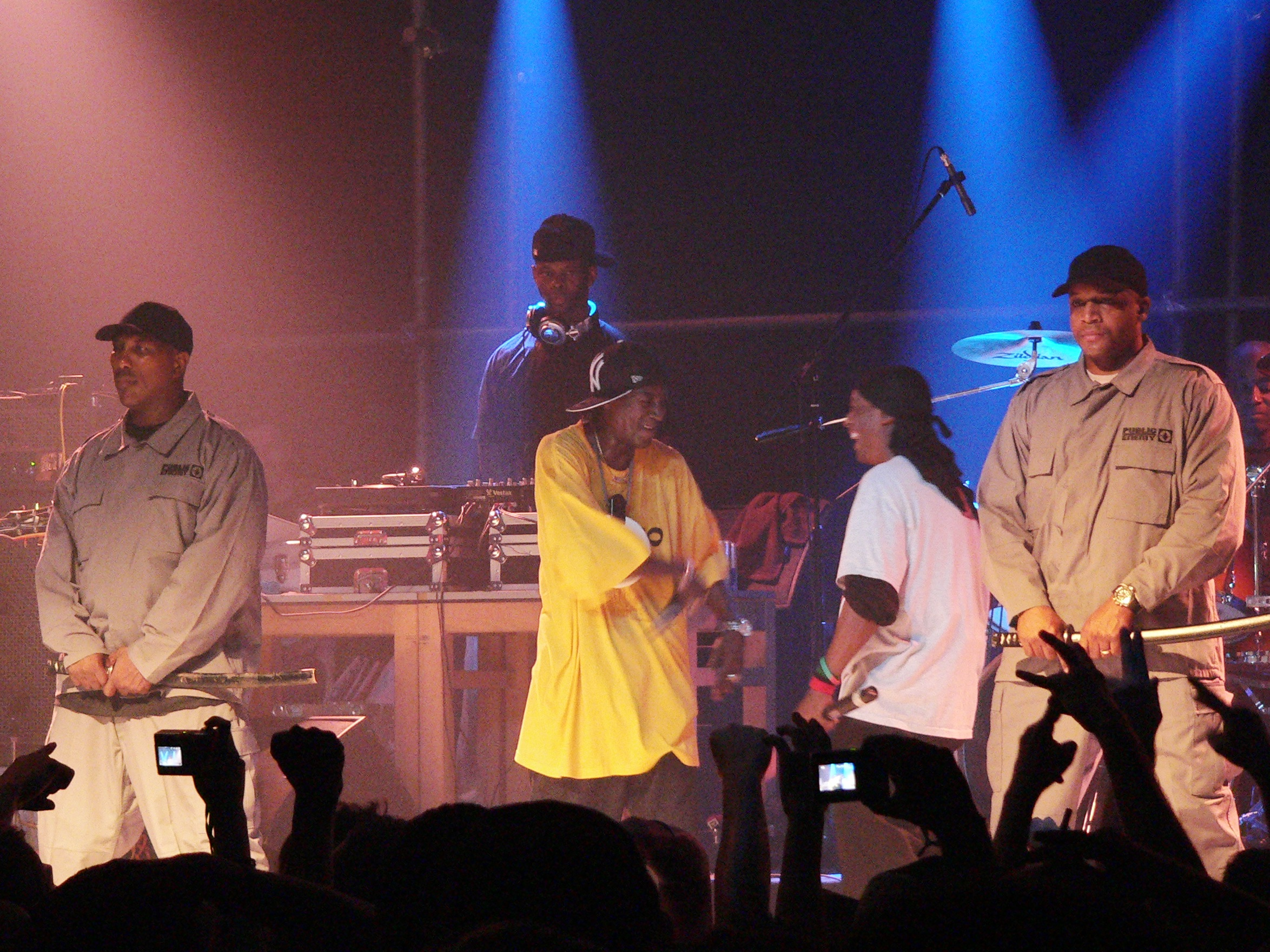
I Public Enemy a Zagabria

Nel secondo album, dal nome It Takes a Nation of Millions to Hold Us Back e pubblicato nel 1988, la Bomb Squad inventa il suo inconfondibile stile fatto di suoni comuni mischiati per formare la base dei brani; si ritrovano pezzi come Rebel Without a Pause, Bring the Noise e Don't Believe the Hype. Del 1989 è il singolo Fight the Power, che fa da colonna sonora al film di Spike Lee, Fa' la cosa giusta (Do The Right Thing).
Nel maggio del 1989, per via di alcuni giudizi espressi da Professor Griff sul popolo ebraico durante un'intervista con il Washington Times, considerati antisemiti, Griff è dapprima estromesso dal gruppo e successivamente viene addirittura annunciato lo scioglimento dei Public Enemy. In seguito Griff viene riammesso nel gruppo ma "degradato", e non sarà più lui a ricoprire il ruolo di "Ministro dell'Informazione" all'interno della band. Nel marzo 1990 i contrasti tra Griff e il resto del gruppo si fanno insanabili ed egli lascia definitivamente i Public Enemy per iniziare la sua carriera solista, unendosi ai Last Asiatic Disciples per produrre l'album Pawns In The Game.
Nel 1989 esce il singolo Welcome to the Terrordrome che anticipa l'LP del 1990, il disco Fear of a Black Planet, con i brani 911 Is a Joke, riferito al numero 911, il numero di emergenza per i cittadini statunitensi, Brothers Gonna Work It Out, Burn Hollywood Burn, Fight the Power e Can't Do Nuttin For Ya Man.

### Il lento declino

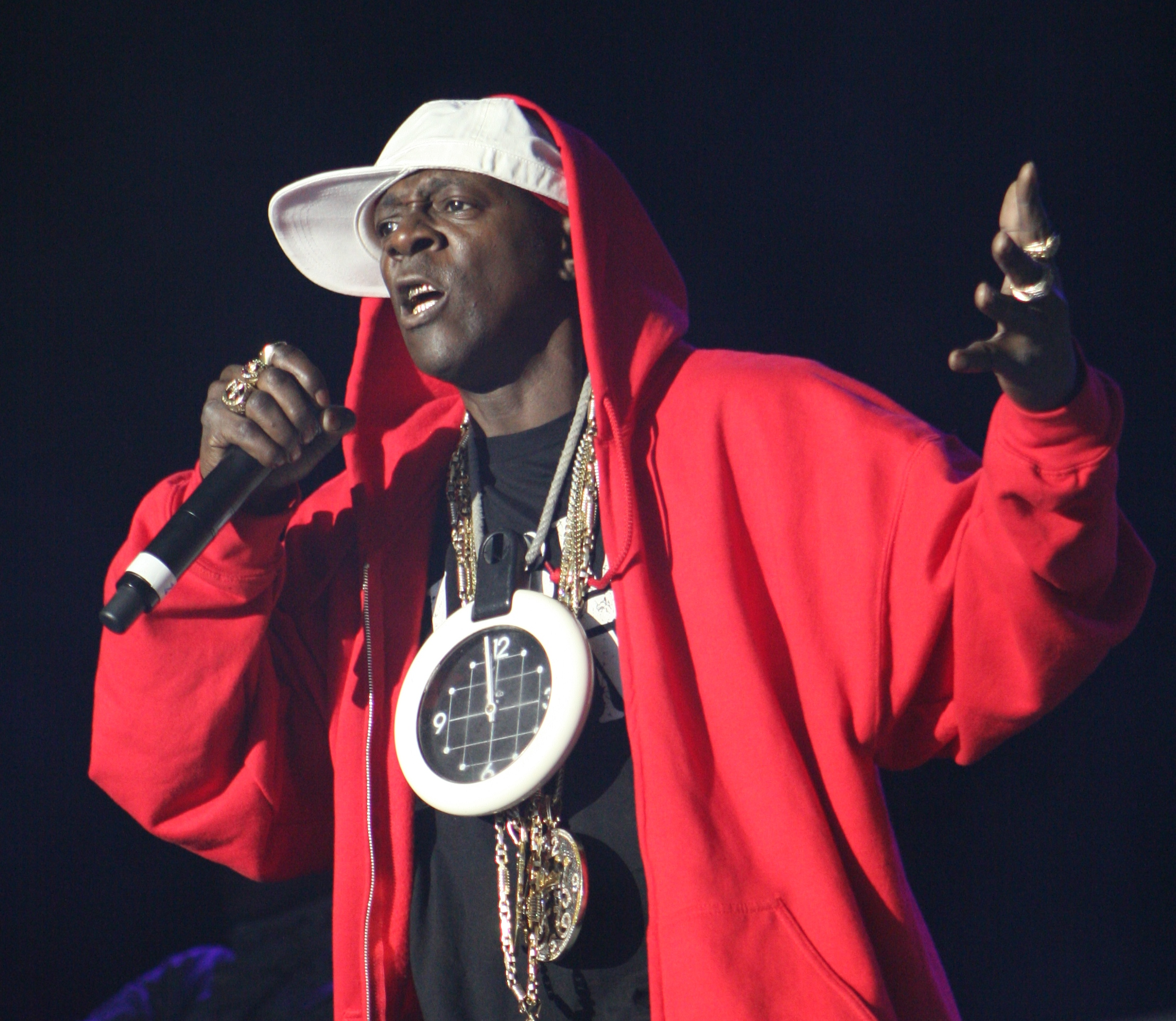
Flavor Flav, 2008

Il seguente album pubblicato dai Public Enemy è Apocalypse 91... The Enemy Strikes Black, uscito nel 1991 con una nuova versione di Bring the Noise suonata con il gruppo metal Anthrax. Il successo dell'LP è forte tanto da spingerlo al numero 4 della classifica Billboard 200 negli Stati Uniti.
Dal 1992 inizia il loro declino. Partecipano allo Zoo TV Tour con gli U2, e pubblicano Greatest Misses, una collezione di remix di poco successo. A questo si aggiungono i problemi con la legge per Flav, legati al consumo di stupefacenti, che porta la band a fermarsi durante il 1993 per permettere al componente di tentare una disintossicazione.
Nell'estate del 1994 la band torna pubblicando l'album Muse Sick-n-Hour Mess Age, che per via di recensioni molto negative da The Source e Rolling Stone non ottiene molto successo. Viene cancellato il tour previsto e Chuck nel 1996 pubblica il proprio album solista, dal titolo The Autobiography of Mistachuck. Insieme alla Bomb Squad produce inoltre tre album di altri rapper.
Nella primavera del 1998 i Public Enemy realizzano la colonna sonora del film He Got Game di Spike Lee, che viene considerata un vero e proprio album. There's a Poison Goin' On... è il settimo LP dei PE del 1999 con Do You Wanna Go Our Way.
Dopo tre anni di silenzio, la band pubblica Revolverlution, album costituito da tracce inedite, remix e brani live. Dopo il ritiro di Terminator X, nella band subentra DJ Lord di Atlanta, come primo DJ. Nel 2004 Flavor Flav si dedica al piccolo schermo con la partecipazione ad alcuni reality show al fianco di Brigitte Nielsen; i commenti dei fan e degli altri componenti del gruppo non sono positivi. Nel settembre 2005 i Public Enemy pubblicano Hell No We Ain't All Right! insieme a Flavor Flav, criticando l'operato svolto dall'amministrazione di George W. Bush in occasione dell'uragano Katrina. Nel novembre 2006 pubblicano il remix di Bring the Noise, con la partecipazione del DJ italiano Benny Benassi.
Nel 2007 il gruppo pubblica l'album intitolato How You Sell Soul to a Soulless People Who Sold Their Soul?. Il primo singo.o estratto dal disco è la canzone Harder Than You Think. Quattro anni dopo, nel gennaio 2011, i Public Enemy pubblicano Beats and Places, una compilation di remix e "rarità". Il 13 luglio 2012, Most of My Heroes Still Don't Appear on No Stamp viene pubblicato e reso disponibile esclusivamente su iTunes. Nel luglio 2012, uno spot pubblicitario trasmesso dalla televisione britannica per le 2012 Summer Paralympics di Londra che include un breve remix del brano Harder Than You Think, permette alla canzone di raggiungere il quarto posto nella classifica UK Singles Chart, il 2 settembre 2012. Il 30 luglio 2012 i Public Enemy si esibiscono in una concerto gratuito insieme a Salt-N-Pepa e Kid 'n Play al Wingate Park di Brooklyn, New York, come parte della Martin Luther King Jr. Concert Series. Il 26 agosto 2012 la band si esibisce al festival musicale South West Four di Clapham Common a Londra. Il 1º ottobre dello stesso anno viene pubblicato l'album The Evil Empire of Everything. Il 29 giugno 2013, si esibiscono al festival di Glastonbury.
Nel 2014 Chuck D lanciò i PE 2.0 con il rapper di Oakland Jahi come suo successore spirituale e "prossima generazione" dei Public Enemy. Jahi incontrò Chuck D nel backstage durante il soundcheck alla cerimonia della Rock & Roll Hall of Fame del 1999. La funzione dei PE 2.0 è molteplice, rivelò Jahi, dal "prendere brani scelti dal catalogo dei PE per reinterpretarli o rivisitarli" ma anche per incidere nuovo materiale con i membri dei Public Enemy originali, inclusi DJ Lord, Davy DMX, Professor Griff e Chuck D.
Man Plans God Laughs, tredicesimo album in studio dei Public Enemy, viene pubblicato nel luglio 2015. Il 29 luglio 2017 i Public Enemy pubblicano il disco Nothing Is Quick in the Desert. L'album viene reso disponibile per il download gratuito attraverso Bandcamp fino al 4 luglio 2017.

### Dissidi interni, Public Enemy Radio e ritorno alla Def Jam
Nel febbraio 2020 fu annunciato che i Public Enemy (presentati come "Public Enemy Radio") si sarebbero esibiti il 1º marzo 2020 a Los Angeles durante una tappa della campagna presidenziale di Bernie Sanders, il candidato del partito Democratico alle elezioni. Qualche giorno dopo l'annuncio, il legale di Flavor Flav, Matthew Friedman, scrisse una lettera di diffida chiedendo che non fosse utilizzato il nome del gruppo o il suo logo nel corso della campagna presidenziale: «Sebbene Chuck sia certamente libero di esprimere le proprie vedute politiche come più gli aggrada — la sua sola voce non parla a nome dei Public Enemy». Chuck D rispose alla diffida dichiarando: «Flavor sceglie di ballare per i suoi soldi e non fare opere di beneficenza come questa. Ha un anno per rimettersi in sesto e rimettersi in carreggiata, altrimenti è fuori». Uno degli avvocati di Chuck D aggiunse: «Chuck potrebbe esibirsi come Public Enemy se mai volesse; è l'unico proprietario del marchio Public Enemy. Originariamente ha disegnato lui stesso il logo a metà degli anni '80, è anche il visionario creativo e il principale autore di canzoni del gruppo, avendo scritto le battute più memorabili di Flavor».
Il 1º marzo 2020, prima dell'esibizione del gruppo al raduno in favore di Sanders, Chuck D, DJ Lord, Jahi, James Bomb e Pop Diesel diramarono un comunicato ufficiale annunciando che Flavor Flav era stato licenziato dalla band, dichiarando: «Public Enemy e Public Enemy Radio andranno avanti senza Flavor Flav. Lo ringraziamo per i suoi anni di servizio e gli auguriamo il meglio». Nello stesso comunicato: «Flavor Flav è stato sospeso fin dal 2016, quando saltò il concerto di beneficenza di Harry Belafonte ad Atlanta, Georgia. Quella è stata la goccia che ha fatto traboccare il vaso per il gruppo. In precedenza aveva saltato numerosi concerti dal vivo da Glastonbury al Canada, sessioni di registrazione di album e servizi fotografici. Ha sempre preferito fare festa piuttosto che lavorare». Il 2 marzo 2020 fu annunciato che i Public Enemy Radio avrebbero pubblicato l'album Loud Is Not Enough, in programma per il mese successivo. L'album include la lineup costituita da Chuck D, DJ Lord, Jahi e S1Ws, e secondo quanto dichiarato dai membri del gruppo doveva "essere un ritorno alle fondamenta originali dell'hip hop".
Il 1º aprile 2020 fu rivelato che il licenziamento di Flavor Flav era stato solo una trovata pubblicitaria per ottenere attenzione mediatica e fornire una critica sulla disinformazione, e l'agenzia Reuters affermò che Chuck D e Flavor Flav "hanno inventato una falsa rottura per attirare l'attenzione e mettere in luce la parzialità dei media nel riportare cattive notizie sull'hip hop". In un'intervista con il rapper Talib Kweli, Chuck D disse che tutta la storia era stata solo una burla. In risposta, Flavor Flav commentò sui social: "Non faccio parte della tua bufala" e: "Ci sono cose più serie al mondo in questo momento che gli scherzi del pesce d'aprile e il pubblicare album. Il mondo ha bisogno di qualcosa di meglio di questo... dici che siamo dei leader, quindi comportati come tale".
Il 19 giugno 2020 i Public Enemy (con Flavor Flav), pubblicarono il singolo State of the Union (STFU), un brano anti-Donald Trump. Chuck D affermò: «Le nostre voci collettive continuano a farsi più forti. Il resto del pianeta è dalla nostra parte. Ma non basta parlare di cambiamento. Bisogna presentarsi e pretendere il cambiamento. La gente deve votare come se le proprie vite dipendessero da questo, perché è così». Quindi il gruppo tornò nella scuderia Def Jam e il 25 settembre 2020 pubblicò l'album What You Gonna Do When the Grid Goes Down?.
Il 27 giugno 2025, senza alcun preavviso e nessuna promozione, i Public Enemy pubblicarono il loro sedicesimo album in studio, Black Sky Over the Projects: Apartment 2025, disponibile solo via Bandcamp. Nelle prime 72 ore seguite alla pubblicazione, ai fan fu data la possibilità di stabilire il prezzo di acquisto dell'album. Il disco sarà pubblicato in formato CD il 25 luglio e in vinile il 10 ottobre seguente.

## Controversie

### Martin Luther King Day
Il brano By the Time I Get to Arizona incluso nel disco Apocalypse 91... The Enemy Strikes Black del 1991 si riferisce a un controverso fatto di cronaca accaduto qualche anno prima, quando lo Stato dell'Arizona cancellò la festività in onore di Martin Luther King, e di conseguenza la NFL decise di spostare la sede del Super Bowl XXVII dall'Arizona alla California, costando allo Stato perdite stimate in circa 100 milioni di dollari. Il video di By the Time I Get to Arizona, che fu trasmesso solo una volta da MTV, mostra dei paramilitari neri che uccidono la classe politica dell'Arizona con mitra e bombe. Il messaggio di violenza contenuto nel video fu aspramente criticato dai mass media e dalla vedova di King, che lo descrissero come l'opposto degli ideali per i quali Martin Luther King era morto.

### Antisemitismo
Nel 1989, nel corso di un'intervista rilasciata al Washington Times, il giornalista David Mills, fece riferimento ad alcuni commenti antisemiti apparsi su una rivista inglese rilasciati dalla band circa il conflitto arabo-israeliano. Professor Griff dichiarò che "gli ebrei sono i responsabili della maggior parte della malvagità nel mondo", citando L'ebreo internazionale, un'opera antisemita dell'imprenditore statunitense Henry Ford, pubblicata per la prima volta nel 1920. Poco tempo dopo, Chuck D si scusò pubblicamente a suo nome. Il 21 giugno 1989, durante una conferenza stampa, Chuck D annunciò l'allontanamento di Griff dal gruppo, e una dichiarazione del 28 giugno di Russell Simmons, presidente di Def Jam Recordings e Rush Artists Management, comunicò che Chuck D aveva sciolto i Public Enemy "per un periodo di tempo indefinito". Tuttavia, il 10 agosto, Chuck D negò che la band si fosse separata, e dichiarò che Professor Griff era stato reintegrato in formazione nella veste di "Supreme Allied Chief of Community Relations" (in contrasto alla sua precedente carica di "Minister of Information"). Successivamente Griff ritrattò le dichiarazioni antisemite e si scusò pubblicamente. In seguito all'episodio, diverse persone che avevano lavorato con i Public Enemy espressero preoccupazione circa le capacità di leadership e il ruolo di Chuck D come portavoce sociale.
Nel 1999 il gruppo pubblicò l'album There's a Poison Goin' On che include una traccia intitolata Swindler's Lust. L'Anti-Defamation League (ADL) avanzò l'ipotesi che il titolo della canzone fosse un gioco di parole irrispettoso sul titolo del film Schindler's List di Steven Spielberg che parla del genocidio degli ebrei durante la seconda guerra mondiale.

### Omofobia
Nel 1988 sulla rivista Melody Maker, Professor Griff, in qualità di "Ministro dell'Informazione" dei Public Enemy, dichiarò: «Non c'è posto per i gay. Quando Dio distrusse Sodoma e Gomorra, fu per quel genere di comportamenti».
La traccia Meet the G That Killed Me inclusa nell'album Fear of a Black Planet del 1990 descrive il diffondersi dell'AIDS, e fu accusata di omofobia. Il giornalista del New York Times Peter Watrous criticò il testo della canzone definendolo "idiota e omofobo" con particolare riferimento al verso: «Man to man/ I don't know if they can/ From what I know/ The parts don't fit» ("Uomo con uomo / non so se è possibile / da quello che so / le parti non combaciano").

### Accuse di razzismo a Elvis Presley e John Wayne
Una delle strofe più celebri del testo della canzone Fight the Power, e che ha creato più scalpore e risentimento è quella che accusa Elvis Presley (e anche John Wayne, altro mito americano) di essere stato un razzista:
But he never meant shit to me you see.

Straight up racist that sucker was,

Simple and plain.

Motherfuck him and John Wayne,

Ma non ha mai significato un cazzo per me.

Era uno stronzo razzista,

Puro e semplice.

Fanculo lui e John Wayne,

Perché sono nero e ne sono fiero!»
(Fight the Power - Public Enemy)
La persistenza di tale atteggiamento è stata alimentata dal risentimento per il fatto che Presley, il cui linguaggio musicale e visivo deriva da fonti africane in America, ha riscosso il successo e il riconoscimento culturale e commerciale in gran parte negato ai suoi contemporanei neri. A tutt'oggi, la nozione che Presley ha "rubato" la musica dei neri per edulcorarla e ricavarne profitto, trova ancora dei seguaci.
Chuck D fu ispirato a scrivere la strofa dall'ascolto del brano Blowfly Rapp (1980) dell'artista proto-rap Clarence "Blowfly" Reid, nel quale Reid ingaggia una "battaglia di insulti" con un fittizio membro del Ku Klux Klan che proferisce nei suoi confronti degli insulti razzisti simili attaccando il pugile Muhammad Ali.
Successivamente, lo stesso Chuck D chiarì l'associazione da lui fatta tra Elvis Presley e razzismo, dichiarando di avere voluto simbolicamente colpire un'icona della America bianca. In un'intervista concessa a Newsday in occasione del 25º anniversario della morte di Presley, Chuck D riconobbe che Elvis era tenuto in alta considerazione dai musicisti neri, e che lo stesso Presley ammirava i musicisti afroamericani. Chuck D chiarì che l'obiettivo della "strofa su Elvis" era la cultura dei bianchi che esaltava Elvis come "Re del rock and roll" senza riconoscere i meriti degli artisti neri venuti prima di lui.
Il riferimento a John Wayne è dovuto ai suoi controversi punti di vista personali in fatto di politica, incluse le dichiarazioni razziste fatte dall'attore nell'intervista rilasciata nel 1971 alla rivista Playboy, dove Wayne dichiarò: «Credo nella supremazia dei bianchi finché i neri non saranno educati ad essere responsabili. Non credo nel dare autorità e posizioni di leadership e comando a persone irresponsabili».

### Accuse di plagio
A novembre 2023 vengono denunciati per plagio dalla Universal Records con Ivano Fossati e Oscar Prudente, in quanto i Public Enemy nell'album How You Sell Soul to a Soulless People Who Sold Their Soul? hanno inserito un brano, Harder Than You Think, che si basa su un campionamento della canzone Jesahel presentata dai Delirium al Festival di Sanremo 1972, senza citare gli autori originali del brano, appunto Fossati e Prudente.

## Formazione
- Chuck D: Carlton Douglas Ridenhour (nato il 1º agosto 1960), leader del gruppo, compositore dei testi e primo rapper;
- Flavor Flav: William Jonathan Drayton, Jr. (nato il 16 marzo 1959), compositore di testi, beatmaker, rapper, strumentista;
- Professor Griff: Richard Griffin (nato il 1º agosto 1960), "ministro dell'informazione", saltuariamente cantante;
- Terminator X: Norman Rogers (nato il 25 agosto 1966), DJ e beatmaker del gruppo fino al 1994, si ritira dal gruppo dopo un incidente in moto[senza fonte];
- DJ Lord: Lord Aswod, DJ e beatmaker, sostituisce Terminator X a partire dal 1998[senza fonte];
- Sister Souljah: Lisa Williamson (nata a New York nel 1961), entra nel gruppo a partire dal 1990 sostituendo il fuoriuscito Professor Griff;
- Brian Hardgroove: bassista, chitarrista;
- Michael Faulkner: batterista, percussioni;
- DJ Johnny "Juice" Rosado: DJ, scratching, produzione;
- Davy DMX: David Franklin Reeves Jr., bassista;
- T-Bone Motta: batterista, percussioni;
- Khari Wynn: chitarrista, direzione musicale, MD, AMD.

Membri della Bomb Squad, facenti parte del collettivo spesso associato ai Public Enemy ed a volte ritenuti parte integrante del gruppo:
- Hank Shocklee (vero nome: Hank Boxley);
- Bill Stephney;
- Keith Shocklee;
- Eric "Vietnam" Sadler;
- Chuck D con lo pseudonimo di "Carl Ryder".

## Discografia

### Album in studio
- 1987 – Yo! Bum Rush the Show
- 1988 – It Takes a Nation of Millions to Hold Us Back
- 1990 – Fear of a Black Planet
- 1991 – Apocalypse '91...The Enemy Strikes Black
- 1992 – Greatest Misses (album di remix)
- 1994 – Muse Sick-n-Hour Mess Age
- 1998 – He Got Game
- 1999 – There's a Poison Goin' on
- 2000 – Revolverlution
- 2005 – New Whirl Odor
- 2006 – Rebirth of a Nation
- 2007 – How You Sell Soul to a Soulless People Who Sold Their Soul?
- 2012 – Most of My Heroes Still Don't Appear on No Stamp
- 2012 – The Evil Empire of Everything
- 2015 – Man Plans God Laughs
- 2017 – Nothing Is Quick in the Desert
- 2020 – Loud Is Not Enough (pubblicato a nome Public Enemy Radio)
- 2020 – What You Gonna Do When the Grid Goes Down?
- 2025 – Black Sky Over the Projects: Apartment 2025

## Riconoscimenti
- 2003: It Takes a Nation of Millions to Hold Us Back viene inserito al 48º posto nella "lista dei 500 migliori album secondo Rolling Stone"[54].
- 2003: Fear of a Black Planet viene inserito al 300º posto nella "lista dei 500 migliori album secondo Rolling Stone"[55].
- 2003: Yo! Bum Rush the Show viene inserito al 497º posto nella "lista dei 500 migliori album secondo Rolling Stone"[56].
- 2004: Bring the Noise viene inserita al 160º posto nella "lista delle 500 migliori canzoni secondo Rolling Stone"[57].
- 2004: Fight the Power viene inserita al 322º posto nella "lista delle 500 migliori canzoni secondo Rolling Stone"[58].
- 2005: il gruppo viene inserito nella lista dei "The Immortals" di Rolling Stone alla posizione numero 44[59].
- 2012: Fear of a Black Planet viene inserito al 302º posto nella "lista dei 500 migliori album secondo Rolling Stone"
- 2013: I Public Enemy vengono introdotti nella Rock and Roll Hall of Fame
- 2020: It Takes a Nation of Millions to Hold Us Back viene inserito al 15º posto nella "lista dei 500 migliori album secondo Rolling Stone"[60]
- 2020: Fear of a Black Planet viene inserito al 176º posto nella "lista dei 500 migliori album secondo Rolling Stone"[61]

### American Music Awards
| Anno | Nomina                                        | Premio                     | Risultato   |
| ---- | --------------------------------------------- | -------------------------- | ----------- |
| 1989 | It Takes a Nation of Millions to Hold Us Back | Favorite Rap/Hip-Hop Album | Candidato/a |
| 1991 | Fear of a Black Planet                        | Favorite Rap/Hip-Hop Album | Candidato/a |
| 1992 | Apocalypse 91... The Enemy Strikes Black      | Favorite Rap/Hip-Hop Album | Candidato/a |

### MTV Video Music Award
| Anno | Nomina     | Premio         | Risultato   |
| ---- | ---------- | -------------- | ----------- |
| 1995 | Give It Up | Best Rap Video | Candidato/a |